# Sankt Sebastian (Németország)
Sankt Sebastian település Németországban, Rajna-vidék-Pfalz tartományban. Lakosainak száma 2678 fő (2023. december 31.).

## Népesség
A település népességének változása:
| Lakosok száma | 1983 | 2610 | 2630 | 2683 | 2685 | 2678 |
|               | 1975 | 2017 | 2019 | 2021 | 2022 | 2023 |